# رامونا وبيزوس
رامونا وبيزوس هو فيلم كوميدي عائلي أمريكي لعام 2010 يستند إلى سلسلة روايات رامونا التي كتبها بيفرلي كليري.

## القصة
«رامونا» هي طفلة في المرحلة الابتدائية لديها خيال واسع بشدة، واسع لدرجة أنها دائمة الصدام مع مدرستها. حينما يفقد «روبرت»؛ والد رامونا، وظيفته، تنقلب حياة الأسرة رأسا على عقب، ويجب على الجميع، بما فيهم ابنتهم المراهقة «بيزوس» والوالدة «دورثي»، أن يتخذوا إجراءات تقشفية؛ ومنها أن يصبح لزاما على روبرت أن يباشر أعمال البيت بنفسه. تبحث رامونا عن من يساعدها في تطبيق أفكارها لإنقاذ الأسرة، لكن الجميع مشغولون بمشاكلهم ولا يلتفتون إليها.

## طاقم العمل
- جوي كينج بدور ريمونا
- سيلينا غوميز بدور بيزوس
- جون كوربيت بدور روبرت والد رامونا
- جينيفر غودين بدور العمة بي

## وصلات خارجية
- رامونا وبيزوس على موقع IMDb (الإنجليزية)
- رامونا وبيزوس على موقع ميتاكريتيك (الإنجليزية)
- رامونا وبيزوس على موقع روتن توميتوز (الإنجليزية)
- رامونا وبيزوس على موقع نتفليكس (الإنجليزية)
- رامونا وبيزوس على موقع ألو سيني (الفرنسية)
- رامونا وبيزوس على موقع Turner Classic Movies (الإنجليزية)
- رامونا وبيزوس على موقع أول موفي (الإنجليزية)
- رامونا وبيزوس على موقع بوكس أوفيس موجو (الإنجليزية)
- رامونا وبيزوس على موقع فيلمافينيتي (الإسبانية)
- رامونا وبيزوس على موقع قاعدة بيانات الأفلام السويدية (السويدية)